# Sainte-Luce-sur-Loire
Sainte-Luce-sur-Loire település Franciaországban, Loire-Atlantique megyében. Lakosainak száma 16 227 fő (2022. január 1.). Sainte-Luce-sur-Loire Carquefou, Saint-Julien-de-Concelles, Basse-Goulaine, Nantes és Thouaré-sur-Loire községekkel határos.

## Népesség
A település népessége az elmúlt években az alábbi módon változott:
| Lakosok száma | 3420 | 8399 | 9648 | 11 776 | 14 170 | 15 172 | 15 360 | 15 319 | 15 417 | 16 227 |
|               | 1968 | 1982 | 1990 | 2006   | 2013   | 2015   | 2017   | 2019   | 2020   | 2022   |